# Pierre Ducimetière
Pour les articles homonymes, voir Ducimetière.
Pierre Ducimetière, né le 6 juin 1942 à Sallanches, en Haute-Savoie, est un épidémiologiste français.

## Biographie
Pierre Ducimetière a mené ses études secondaires au lycée Berthollet à Annecy puis au lycée du Parc à Lyon. Il réussit le concours d’entrée à l’École polytechnique où il est élève de 1962 à 1964. 
Il intègre l'INSERM en 1965, sous l'impulsion de Daniel Schwartz et Philippe Lazar, où il poursuit ses travaux sur les statistiques en épidémiologie dans le laboratoire du premier. Licence de mathématiques (1967), diplôme d’études approfondies sur la « théorie des signaux » à l’université Paris VI (1969), il soutient sa thèse de doctorat ès-sciences sur "la modélisation en électrophysiologie cardiaque" à l'université Pierre-et-Marie-Curie en 1975. Il est nommé maître de recherches de l'INSERM en 1976, puis directeur de recherche de 1ère classe (1990), directeur de recherche de classe exceptionnelle à l’INSERM (1998).

## Apport scientifique
Pierre Ducimetière a consacré sa carrière à l’épidémiologie (mieux nommée "science des populations") et à l’étude des facteurs de risque des maladies cardiovasculaires, dont la connaissance a permis de grandes avancées dans ces champs de recherche, notamment en France. En déterminant un ensemble de facteurs individuels, ses travaux ont ouvert la voie à d’importants progrès en matière de prévention des risques. C’est, d’abord, dans l’unité INSERM de recherches statistiques de Daniel Schwartz qu’il se passionne pour le domaine de l’épidémiologie cardiovasculaire. Il concrétise cet intérêt, dès 1967, en participant à “l’étude prospective parisienne”, rassemblant des cardiologues, des biologistes et des épidémiologistes, l’une des premières grandes enquêtes réalisées en France dans ce domaine. Elle a permis de faire avancer la recherche dans plusieurs domaines du risque coronaire, notamment l’importance d’un taux d’insuline élevé et d’une obésité de type androïde. Elle a également contribué à mettre en évidence le fait que les facteurs de risque habituels (cholestérol, diabète, hypertension, tabagisme) ne suffisent pas à expliquer les variations géographiques de l’incidence de la maladie. 
Cette connaissance des risques cardio-vasculaires a vraisemblablement représenté le paradigme le plus abouti de la recherche épidémiologique en France. En déterminant un ensemble de facteurs individuels permettant d'effectuer une prédiction, elle a frayé la voie aux progrès thérapeutiques en matière de prévention. L'un de ses succès est le fait que les médecins praticiens ont progressivement adapté leur pratique à cet apport des connaissances épidémiologiques.
À la fin des années 1970, il met en évidence, avec Eveline Eschwège, que le risque de développer une maladie coronaire s’élève avec l’insulinémie basale. Il prouve, par ailleurs, l’importance de la distribution abdominale du tissu adipeux sous-cutané sur ce même risque. 
De 1982 à 1998, il est directeur de l'unité 258 « Épidémiologie cardiovasculaire » de l'hôpital Broussais, puis de l'hôpital Paul-Brousse, de 1999 à 2005. À partir de 1982, l’unité en épidémiologie cardiovasculaire, dont Pierre Ducimetière est le directeur, devient le centre coordinateur pour la France du réseau de l’étude MONICA (monitorage des maladies cardiovasculaires). Cette étude internationale, lancée par l’Organisation mondiale de la santé (OMS), a pour objectif d’analyser les variations de la mortalité par maladie coronaire dans 27 pays du monde. Les données recueillies, en permettant d’effectuer pour la première fois des comparaisons internationales, montrent que l’incidence de la maladie coronaire (rétrécissement d’une ou plusieurs artères du cœur, artères coronaires) en France se situe entre celle des pays d’Europe du Nord et celle des pays d’Europe du Sud. 
Il coordonne également, à partir de 1990, l’étude prospective de l’infarctus du myocarde, qui suit 10 000 hommes âgés de 50 à 59 ans. L’objectif est d’analyser de nouveaux facteurs de risque de la maladie coronaire et, plus spécifiquement, de comprendre pourquoi l’incidence des événements coronaires est plus élevée en Europe du Nord qu’en France.
Autres fonctions et participations :
- président de la CSS « Epidémiologie, santé publique, sciences sociales, environnement, toxicomanie » (1987–1990) ;
- membre fondateur et principal animateur du Comité national des registres, structure de partenariat Inserm/Direction générale de la santé, pour le pilotage et l’évaluation des registres de morbidité (1986-1998) ;
- membre du conseil scientifique de l'INSERM (1991-1994) ;
- responsable, du groupe de travail chargé de la modification (chapitre 9) de la loi de 1978 relative à l’informatique, aux fichiers et aux libertés – CNIL (1994) permettant la réalisation de travaux de recherche en santé à partir de données nominatives ;
- vice-président du Haut comité de la santé publique (1995-1998) ;
- directeur de l’Institut fédératif de recherche « Epidémiologie, sciences sociales et santé publique » (2000–2005) ;
- directeur du groupement d’intérêt scientifique (GIS) « Pôle de santé publique Île-de-France Sud » (2005-2013).

## Distinctions
- 1994 : prix Benjamin-Delessert
- 1999 : prix de l’Institut des sciences de la santé
- 2004 : prix Louis-Daniel-Beauperthuy de l’Académie des sciences
- 2006 : prix de la Fondation pour la recherche médicale
- 2007 : prix d'honneur de l'INSERM